# 395. Infanterie-Division (Wehrmacht)
Die 395. Infanterie-Division war eine deutsche Infanteriedivision im Zweiten Weltkrieg.

## Divisionsgeschichte

### 521. Infanterie-Division
Am 1. November 1939 wurde in Ostpreußen aus dem Grenzschutz-Abschnitts-Kommando 15 die 521. Infanterie-Division aufgestellt. Friedensstandort war Allenstein im Wehrkreis I. Für die Division wurde ein Grenzwacht-Regiment 51 und Grenzwacht-Regiment 61 mit jeweils drei Bataillonen gebildet. Von der Aufstellung bis Mitte Januar 1940 war Generalmajor Wolf Schede Kommandeur der Division und übergab dann das Kommando an Generalmajor Hans Stengel, welche auch einziger Kommandeur der 395. Infanterie-Division wurde.
Im März 1940 wurde die Division zur Aufstellung der 395. Infanterie-Division herangezogen.

### 395. Infanterie-Division
Die Division wurde am 16. März 1940 im Rahmen der 9. Aufstellungswelle in Tilsit (Ostpreußen) als Landesschützen-Division aufgestellt. Hierfür wurde die 521. Infanterie-Division herangezogen. Friedensstandort wurde Alt-Bunzlau, später Schröttersburg, im Wehrkreis I. Mitte Juni 1940 wurde ein Artillerie-Regiment 395 mit Stab und zwei Abteilungen (I. und III.) eingerichtet, welches mit polnischen Geschützen ausgerüstet wurde. Von Juli 1940, nach dem französischen Waffenstillstand Ende Juni 1940, an war die Division dem Befehlshaber der Ersatztruppen im Wehrkreis I zur Auflösung unterstellt.
Die Division wurde am 22. Juli 1940 wieder aufgelöst. Das II./III. Bataillon des Infanterie-Regiments 665, das I./III. Bataillon des Infanterie-Regiments 674 und die drei Bataillone des Infanterie-Regiment 675 wurden zu sieben Heimatwach-Bataillone überführt, welche Kriegsgefangene bewachen sollten. 
Am 1. Januar 1941 wurden die ehemaligen Bataillone III./665 und III./674 zu Landesschützen-Bataillone 237 und 238 überführt. II./665 und I./674 kamen in den Wehrkreis II und bildeten dort III./678 und III./677, welche für die Aufstellung der 332. Infanterie-Division herangezogen wurden. I. und II./675 wurden im Wehrkreis III zur Aufstellung der 333. Infanterie-Division verwendet. III./675 wurde aufgelöst. Der Stab der ehemaligen Division wurde zur Oberfeld-Kommandantur 395 überführt und kam später nach Saloniki.
Kommandeur der Division war Generalmajor Hans Stengel.

## Gliederung
- Infanterie-Regiment 665 I.–III. aus Stab und I./II. des Grenzwacht-Regiments 51, Rest aus Landesschützen-Bataillon X./I (Gumbinnen)
- Infanterie-Regiment 674 I.–III. (Tilsit) Stab aus Grenzwacht-Regiments 61, I. aus Grenzwacht-Regiment 51 und III. aus Grenzwacht-Regiments 61
- Infanterie-Regiment 675 I.–III. (Memel) Stab aus dem Stab der Feldkommandantur 512 (Leipzig), I. aus II./Grenzwacht-Regiment 61, II. aus I./Grenzwacht-Regiment 61
- Artillerie-Regiment 395
- Radfahr-Schwadron 395
- Nachrichten-Kompanie 395
- Divisions-Nachschub 395